# Aula Leopoldina

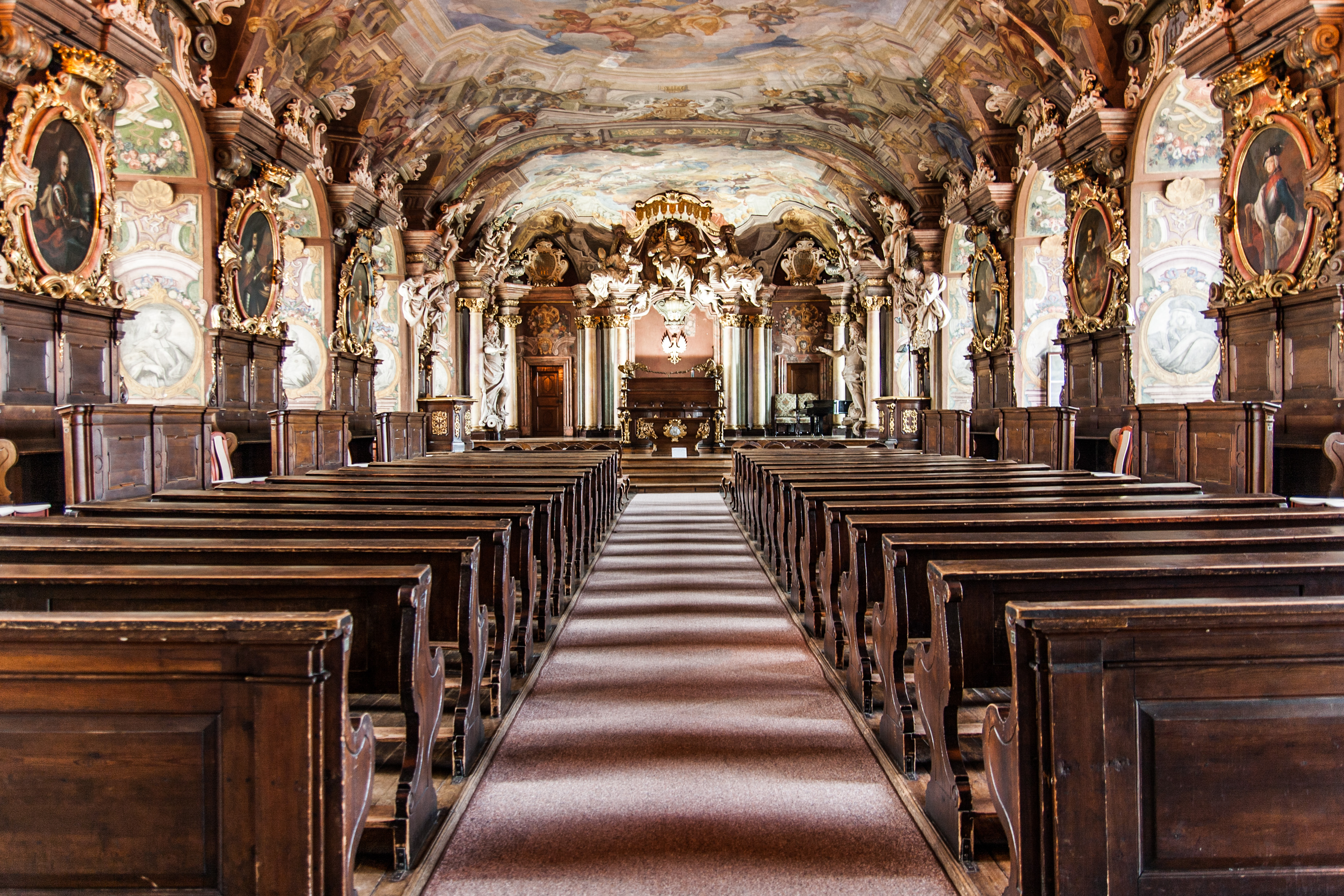
Widok ogólny auli

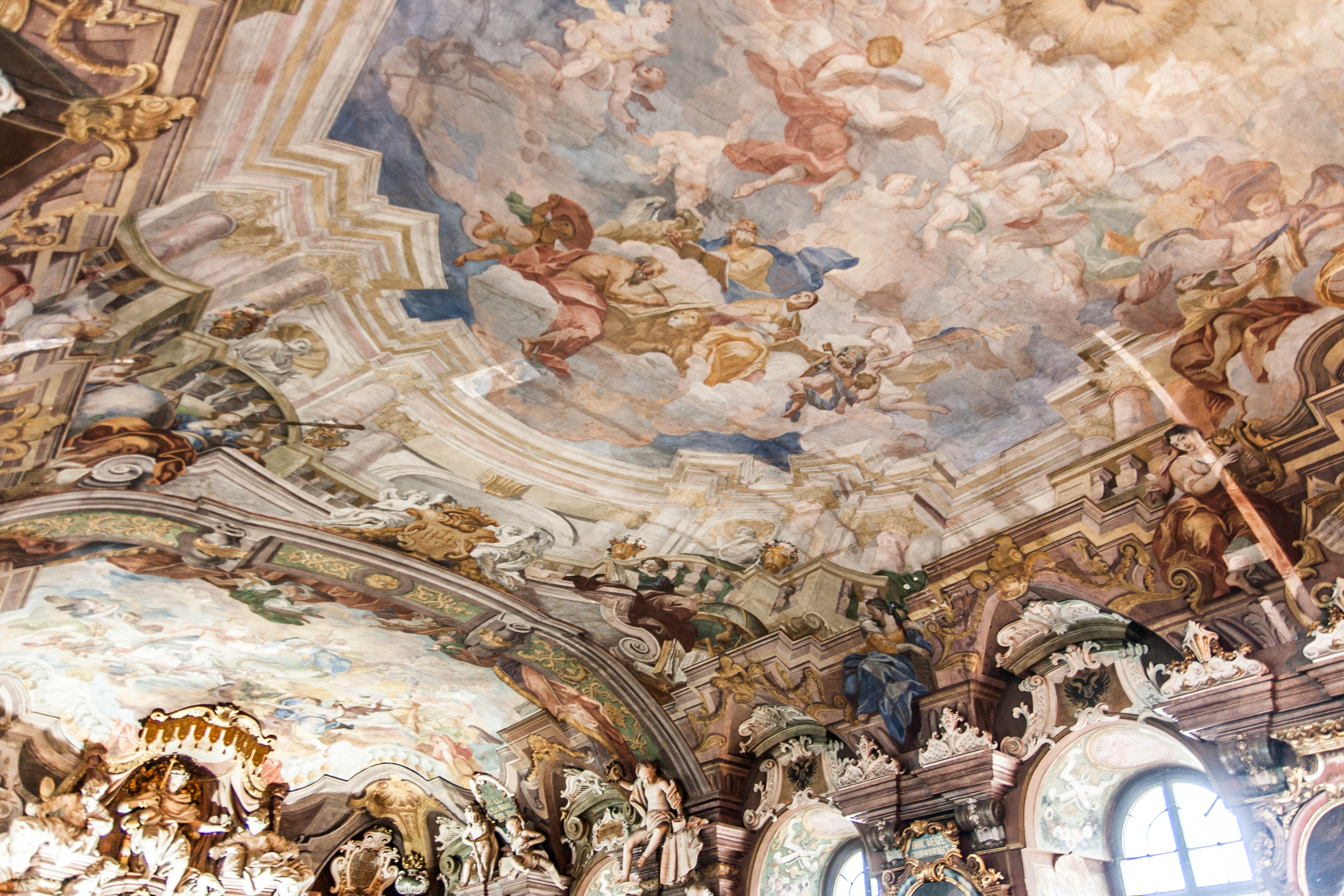
Sufit pokryty freskami

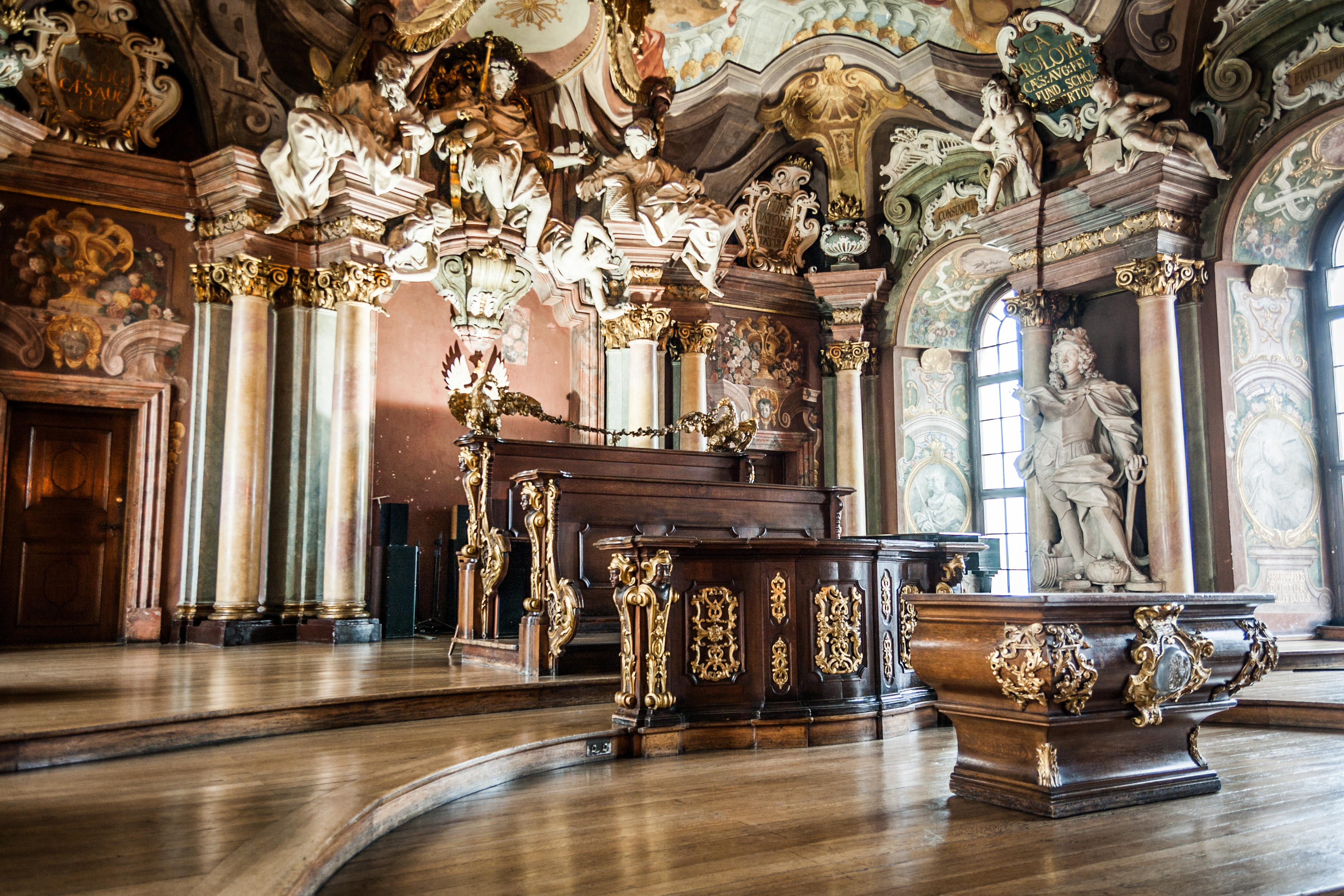
Widok na podium

Aula Leopoldina, Aula Leopoldyńska – reprezentacyjna, barokowa aula w głównym gmachu Uniwersytetu Wrocławskiego.

## Szczegółowy opis przestrzeni
Pomyślana jako główne reprezentacyjne pomieszczenie nowo wznoszonego gmachu w latach 1728–1732. Nazwę nadano na cześć fundatora uniwersytetu, cesarza rzymskiego Leopolda I. Za projekt odpowiadał włoski architekt Christophorus Tausch. Bardzo bogate dekoracje stiukowe wykonał Albrecht Siegwitz, freski Johann Christoph Handke, a rzeźby drewniane Krzysztof Hollandt.
Lekko trapezowate wnętrze zwężające się w kierunku zachodnim podzielone jest na podium i audytorium. Nad wejściem umieszczono emporę muzyczną. W centrum podium grupa rzeźbiarska z Leopoldem I na tronie. Obok niego znajdują się personifikacje Roztropności (starzec z lustrem) i Zapobiegliwości (kobieta z ulem); poniżej cesarza odrzucone przez niego alegorie Zwady (kobieta z włosami w nieładzie) i Głupoty (młodzieniec z oślimi uszami). Po obu stronach podium, pod kolumnami, są rozmieszczone posągi jego synów i także cesarzy: Józefa I oraz Karola VI. Przed nimi stalle i loże kanclerza (południowa część) i rektora (północna część). Na stropie fresk z poświęceniem uczelni Matce Boskiej.
Nad audytorium wielki alegoryczny fresk ilustruje apoteozę Mądrości Bożej, źródła wszelkiej wiedzy oraz personifikacje ówczesnych nauk i sztuk. Mniejsze freski we wnękach okiennych przedstawiają starożytnych i nowożytnych (do XVII wieku) uczonych. Na ścianie wisi szesnaście portretów osób zasłużonych dla zakonu jezuitów oraz w pierwszych etapach budowy i działania uczelni. Osiem z tych portretów skradziono w 1997, odzyskano tylko dwa, a resztę zastąpiono kopiami powstałymi po kradzieży. Przy ścianach stoją loże profesorskie. Niezwykle bogaty jest portal wejściowy do auli, z bogato rzeźbionymi drzwiami. Empora muzyczna ozdobiona stiukową balustradą z popiersiem i herbem ówczesnego dyrektora Urzędu Zwierzchniego Jana Antoniego Schaffgotscha oraz stropowym freskiem z alegorią Silesii (Śląska) siedzącej na tronie w otoczeniu Viadrusa (Odry) i Wratislavii (Wrocławia). Podłoga sali wyłożona jest marmurowymi płytami. Aula Leopoldina w trakcie kolejnych wojen i oblężeń miasta nie poniosła istotnych strat.
Aula Leopoldina jest obecnie wykorzystywana głównie jako część muzeum uniwersyteckiego, a także jako miejsce obchodzenia głównych uroczystości uczelni (na przykład immatrykulacji).
W 2015 roku rozpoczęto duże prace konserwatorskie i remontowe auli, trwające do 2018 r., a obejmujące wzmocnienie stropów, a także renowację malowideł, polichromii i fresków, sztukaterii, snycerki itp. Generalnym wykonawcą była myślenicka ANTIQA Pracownia Konserwacji Dzieł Sztuki Wit Podczerwiński, a prace finansowano głównie ze środków gminy Wrocław, część kosztów pokryły: sama uczelnia, samorząd województwa dolnośląskiego i rząd niemiecki.
Po zakończeniu prac konserwatorskich, 21 marca 2022 Aula Leopoldina została uroczyście otwarta dla turystów i społeczności uniwersytetu.